# Oktakosan
Oktakosan (CH3(CH2)26CH3) (sumární vzorec C28H58) je uhlovodík patřící mezi alkany, má dvacet osm uhlíkových atomů v molekule.